# كلارا إيتون كامينغز
كلارا إيتون كامينغز (بالإنجليزية: Clara Eaton Cummings)‏ هي أمينة متحف وعالمة نبات أمريكية، ولدت في 13 يوليو 1855 في Plymouth, New Hampshire ‏ في الولايات المتحدة، وتوفيت في 28 ديسمبر 1906 في كونكورد في الولايات المتحدة.